# Б-448 «Тамбов»
Б-448 «Тамбов» — советская и российская торпедная атомная подводная лодка проекта 671РТМК «Щука».

## История
Лодка зачислена в списки кораблей 20 февраля 1989 года под наименованием К-448. Заложена 31 января 1991 года на Адмиралтейском заводе в Ленинграде, спущена на воду 17 октября 1991 года. В 1992 году переклассифицирована в большую атомную подводную лодку и переименована в Б-448. Вошла в состав флота 5 февраля 1993 года. 25 марта 1995 года получила наименование «Тамбов» в ознаменование 360-летия старинного русского города.
29 февраля 1996 года, во время третьей боевой службы Б-448 (командир — М. Л. Иванисов) произошёл получивший широкую огласку инцидент: во время учений флота НАТО после успешно выполненного задания по обнаружению подлодок условного противника, на связь с кораблями вышла необнаруженная российская подлодка с просьбой о помощи. Вскоре, в середине ордера кораблей НАТО всплыла подводная лодка, опознанная британскими моряками как проект 971 «Щука-Б». Один из членов экипажа лодки нуждался в срочной медицинской помощи из-за перитонита, развившегося после операции по удалению аппендикса, в источниках часто указывается причина болезни — острый приступ аппендицита. Больной подводник был доставлен на британский эсминец «Глазго», а оттуда вертолётом типа «Линкс» его отправили в госпиталь. Британская пресса освещала этот случай, а газета «Таймс» отметила, что это была демонстрация незаметности российских подводных лодок. Британские моряки тогда ошиблись: перед ними была АПЛ К-448 «Тамбов» проекта 671РТМК, а не «Щука-Б».
- 22-26 июня 1999 года участвовала в стратегических командно-штабных учениях «Запад-99» под руководством министра обороны РФ маршала И. Сергеева.
- 20-26 августа 1999 года обеспечила испытание гидроакустического комплекса корабля «Адмирал Чабаненко», совершавшего переход с Балтики на Север к постоянному месту базирования.
- В 1999 году завоевала приз ГК ВМФ по торпедной подготовке.
- В феврале-мае 2000 года несла боевое дежурство.
- В апреле 2001 года участвовала в сборе-походе кораблей Северного флота с выполнением учебно-боевых упражнений на приз главкома ВМФ.
- В августе-октябре 2001 года несла боевое дежурство.
- В июне 2003 года участвовала в командно-штабных учениях Северного флота: выполнила краткосрочный поиск иностранных подводных лодок, нанесла условные удары по морским и береговым целям, обеспечила отработку учебно-боевых задач кораблей 7-й ОпЭск СФ.
- 27 июля 2003 года выполнила для зрителей манёвр погружения и всплытия в акватории Североморска по случаю Дня военно-морского флота.
- В 2015 году отправлена на ремонт и частичную модернизацию на СРЗ «Нерпа», которые, по плану, должны были завершиться в 2021 году, однако перенесены были на 2022 год[2].
- В 2023 году вернулась в строй после ремонта и модернизации[4].

В июле 2024 года планировалось участие «Тамбова» вместе с К-561 «Казань» в военно-морском параде в честь Дня Военно-Морского Флота на рейде Кронштадта.

## Список командиров
1. капитан 1 ранга Иванисов М. Л. (26.02.1989-02.06.1997)
2. капитан 1 ранга Журавлев А. Н. (1997-09.2000)
3. капитан 1 ранга Яровенко Б.В. (25.05.2001-12.09.2002)
4. капитан 1 ранга Юзгин Н. И. (12.09.2002-2006)
5. капитан 1 ранга Чередниченко С.А. (2006-2008)
6. капитан 1 ранга Круглов К.Б. (2008-2014)